# Tallone (Francia)
Tallone (in corso Tallone) è un comune francese di 316 abitanti situato nel dipartimento dell'Alta Corsica nella regione della Corsica.

## Società

### Evoluzione demografica
Abitanti censiti